# Коммунистический интернационал
Коммунисти́ческий интернациона́л (Коминте́рн, III Интернациона́л) — международная организация, объединявшая коммунистические партии различных стран в 1919—1943 годах. По формулировке Ленина — «союз рабочих всего мира, стремящихся к установлению Советской власти во всех странах».
Преемником стала Международная встреча коммунистических и рабочих партий.

## История

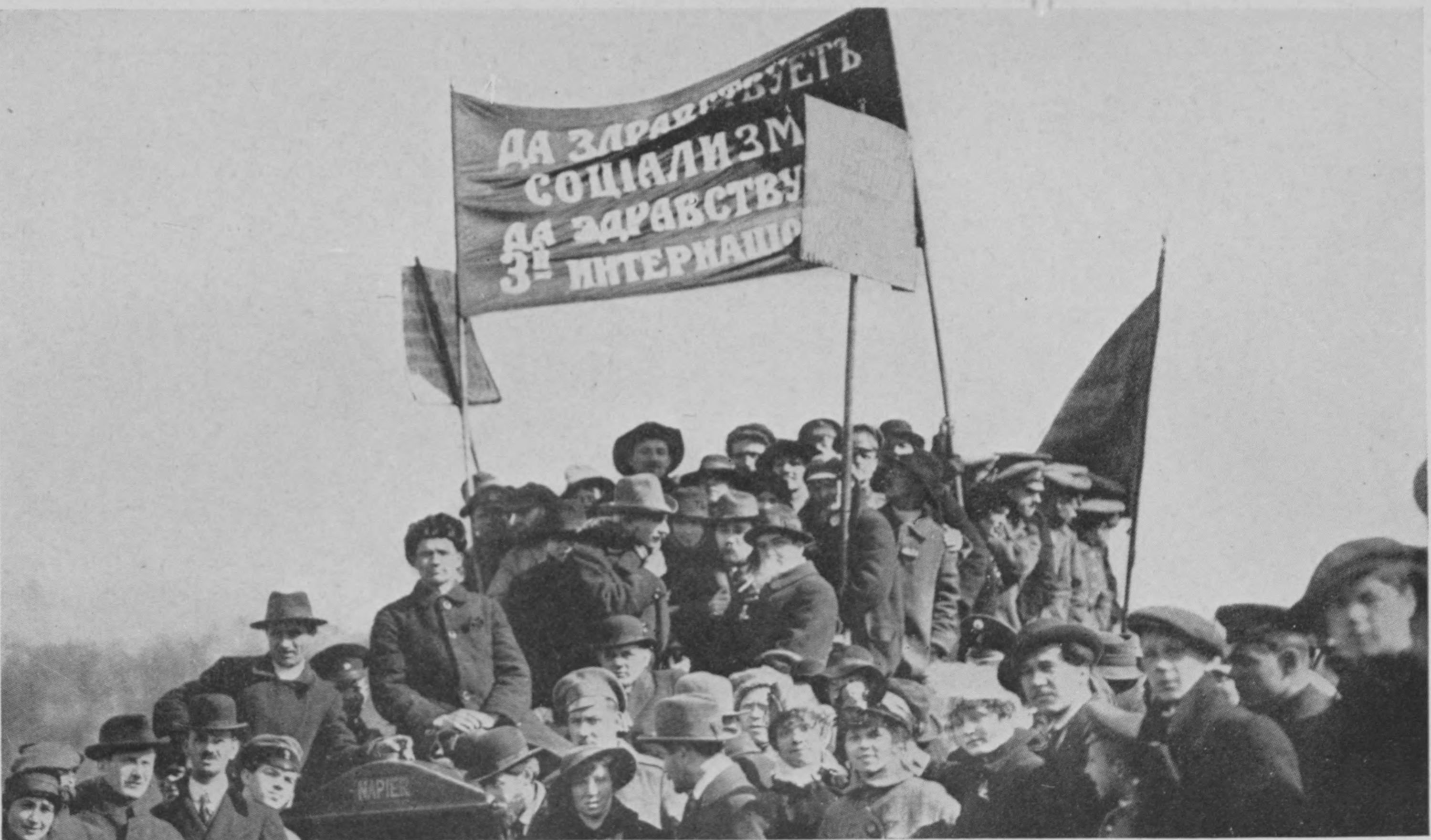
Плакат с требованием создания 3-го Интернационала. Июль 1917

Вопрос о создании Третьего интернационала возник с началом Первой мировой войны в условиях поддержки лидерами Второго интернационала правительств воюющих стран. В. И. Ленин поставил вопрос о создании нового Интернационала уже в опубликованном 1 ноября 1914 года манифесте ЦК РСДРП «Война и российская социал-демократия». Важным вкладом в сплочение левых социал-демократов явилось проведение антивоенных Циммервальдской конференции и Кинтальской конференции, создание Циммервальдской левой в составе Циммервальдского объединения.
Коминтерн был основан 4 марта 1919 года по инициативе РКП(б) и её руководителя В. И. Ленина для развития и распространения идей революционного интернационального социализма, в противовес реформистскому социализму Второго интернационала, окончательный разрыв с которым был вызван различием позиций относительно Первой мировой войны и Октябрьской революции в России.
В 1919—1943 гг. в СССР издавался журнал «Коммунистический интернационал».

### Конгрессы Коминтерна
1-й (Учредительный)
Проходил в Москве в марте 1919 года. Присутствовали 52 делегата от 35 партий и групп из 21 страны мира.
2-й
Проходил 19 июля — 7 августа 1920 в Петрограде. На Конгрессе принят ряд решений о стратегии и тактике коммунистического движения, таких как формы участия компартий в национально-освободительном движении, об условиях принятия партии в Коминтерн, устав Коминтерна и т. д. Был создан Отдел международных связей Коминтерна.
3-й

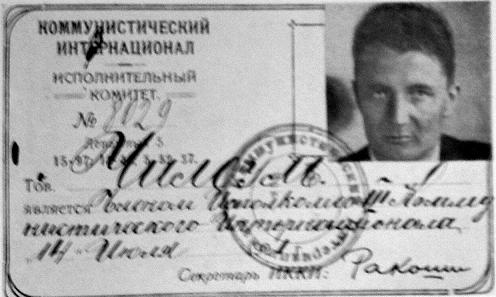
Членский билет Коминтерна, принадлежавший Карлу Чильбуму

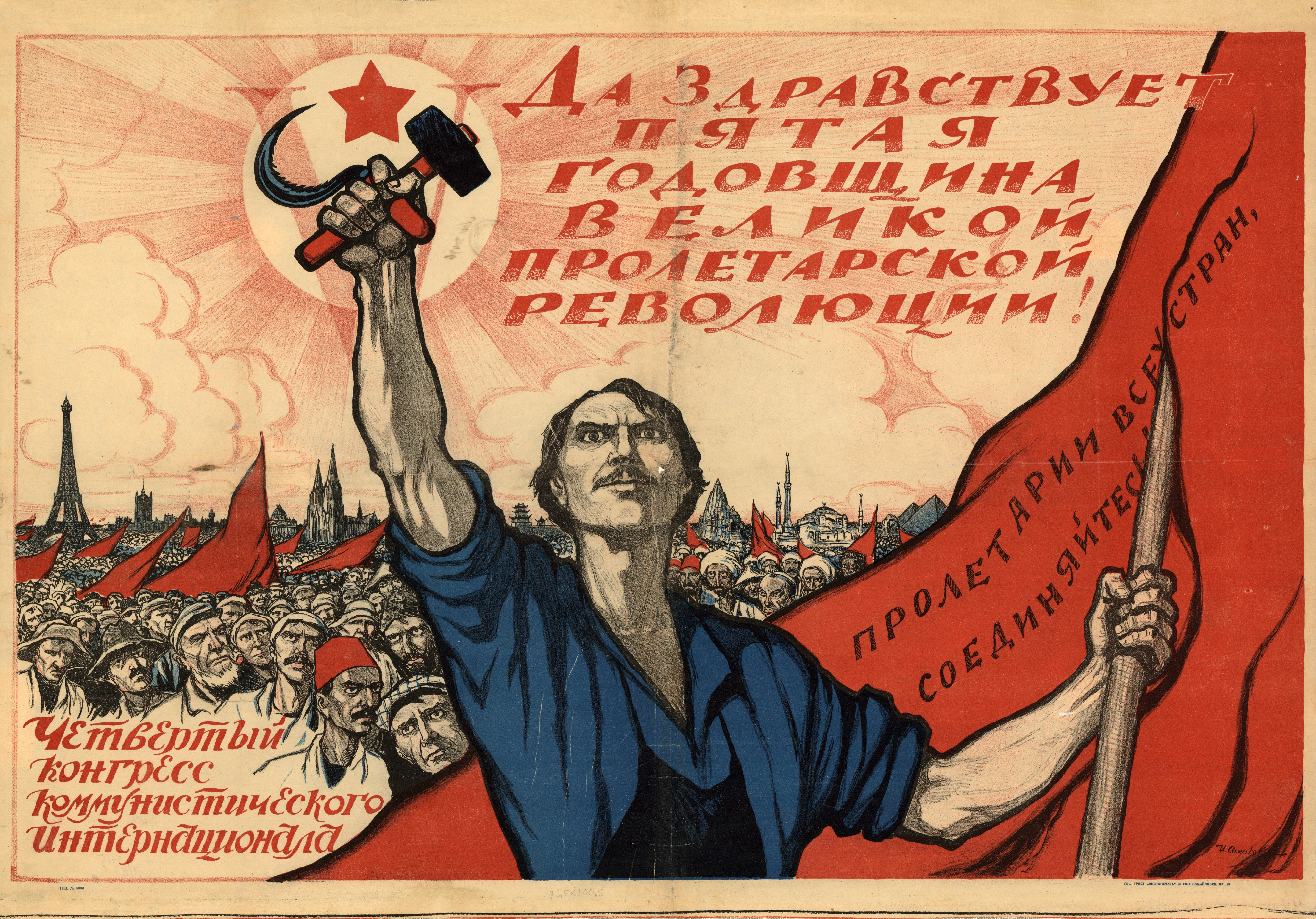
И. В. Симаков. Плакат, посвящённый 5-й годовщине революции и 4-му съезду Коминтерна. 1922 г.

Москва, 22 июня — 12 июля 1921 г.; участвовало 605 делегатов от 103 партий и организаций.
4-й
Ноябрь — декабрь 1922 г.; участвовало 408 делегатов от 66 партий и организаций из 58 стран мира. Решением съезда создана Международная организация помощи борцам революции.
Руководство целого ряда коммунистических партий (например, партии Италии, Норвегии, Швеции, Великобритании), реагируя на итоги IV конгресса, заявило об опасности сверхцентрализации, вызванной навязыванием тактики единого фронта, однако их позиция не вызвала необходимой для них реакции в Коминтерне и привела к негативным для них последствиям: в Норвежской рабочей партии произошёл раскол, в других партиях часть нелояльного руководства была заменена, Коммунистическую партию Великобритании Г. Е. Зиновьев назвал «ахиллесовой пятой Интернационала». В итоге курс Коминтерна на централизацию его аппарата пересмотрен не был, даже несмотря на сокращение числа его членов, что подтверждается выступлением Зиновьева на пленуме ЦК РКП(б) 1 ноября 1923 г., в котором он заявил, что в результате этой политики пришлось отрезать часть коммунистов хирургическим путём.
5-й
Июнь — июль 1924 г. Принял решения по большевизации национальных компартий и их тактике в свете поражений революционных выступлений в Европе.
6-й
Июль — сентябрь 1928 г.
Конгресс оценил всемирно-политическую ситуацию как переходную к новому этапу, характеризующуюся мировым экономическим кризисом и нарастанием классовой борьбы, развил тезис о социал-фашизме и невозможности политического сотрудничества коммунистов как с левыми, так и с правыми социал-демократами, принял Программу и Устав Коммунистического Интернационала.
7-й
25 июля — 20 августа 1935 г. Основной темой заседаний было решение вопроса о консолидации сил в борьбе с нарастающей фашистской угрозой. Был создан Единый рабочий фронт как орган согласования деятельности трудящихся различной политической ориентации.
Сторонники левого коммунизма признавали первые два конгресса, троцкисты — первые четыре.
К. Макдермот и Дж. Агню выявили, что имелось явное противоречие между внешней политикой Советской России, направленной в начале 1920-х годов на установление торгово-экономических связей с капиталистическими странами, и деятельностью Коминтерна, целью которого была мировая революция. С изменением тактики Коминтерна в 1921 году «неустойчивое равновесие между дипломатией НКИДа и коминтерновской революционной миссией начало медленно, но уверенно склоняться в пользу первого». Эта тенденция получила своё развитие и законченную форму в годы Второй мировой войны, когда деятельность Коминтерна была полностью подчинена сталинской внешней политике.

### Репрессии
В 1935-м, кажется, году [Визнер] дал мне пригласительный билет на проходивший в Москве конгресс Коминтерна. Там была очень необычная для того времени в СССР обстановка. Делегаты, не глядя на докладчиков, ходили по залу, беседовали друг с другом, смеялись. А Сталин ходил по сцене позади президиума и нервно курил трубку. Чувствовалось, что вся эта вольница ему не нравится. Возможно, это отношение Сталина к Коминтерну сыграло свою роль в том, что арестовали многих его деятелей, и в их числе Визнера.— из воспоминаний Михаила Смиртюкова, помощника заместителя председателя Совнаркома СССР

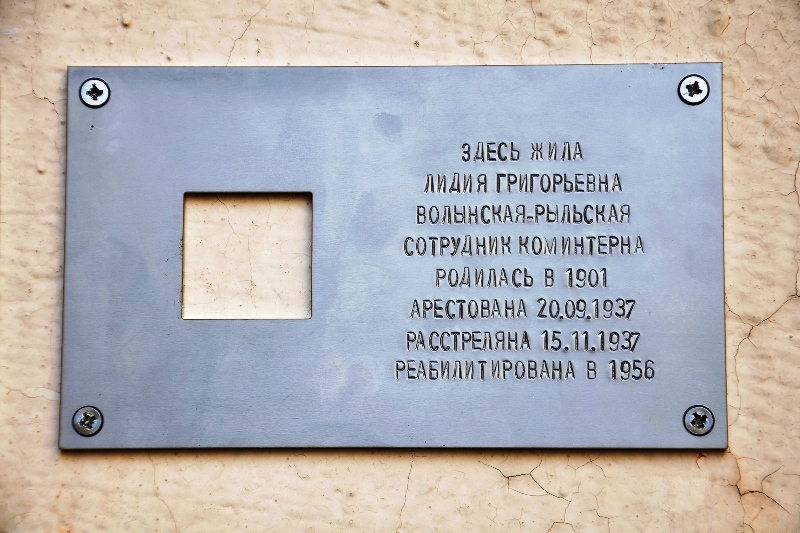
Последний адрес на доме расстрелянной сотрудницы Коминтерна

В результате «Большого террора» 1937—1938 гг. многие секции Коминтерна оказались фактически ликвидированы, а польская секция Коминтерна — распущена официально.
Репрессии против деятелей международного коммунистического движения, оказавшихся по тем или иным причинам в СССР, начались ещё до заключения договора о ненападении между Германией и СССР в 1939 году.
Уже в первой половине 1937 года были арестованы члены руководства Германской компартии Х. Эберлейн, Г. Реммеле, Г. Нойман, Ф. Шульте, Г. Киппенбергер, руководители Югославской компартии М. Горкич, М. Филиппович, а чуть позже и В. Чопич, вернувшийся из Испании, где он командовал 15-й интербригадой имени Линкольна. Тогда же были репрессированы видный деятель международного коммунистического движения Бела Кун, целый ряд руководителей Польской компартии — Э. Прухняк, Я. Пашин, Ю. Ленский, М. Кошутская и многие другие. Был арестован и расстрелян бывший Генеральный секретарь Компартии Греции А. Хаитас (Греч: Ανδρόνικος Χαϊτάς) . Такая же участь постигла одного из руководителей Компартии Ирана, члена Исполкома Коминтерна, делегата II, III, IV и VI конгрессов Коминтерна А. Султан-Заде.
Обвинения Сталина в адрес руководства Компартии Польши — в троцкизме, антибольшевизме, в антисоветских позициях — привели уже в 1933 году к аресту Ежи Чешейко-Сохацкого и расправе над некоторыми другими руководителями польских коммунистов (Э. Прухняк, Я. Пашин, Ю. Ленский, М. Кошутская и др.). Остальных репрессии настигли в 1937 году. В 1938 году вышло постановление президиума Исполкома Коминтерна о роспуске Компартии Польши. Попали под волну репрессий основатели компартии Венгрии и руководители Венгерской Советской Республики — Бела Кун, Ф. Байаки, Д. Боканьи, Й. Келен, И. Рабинович, Ш. Сабадош, Л. Гавро, Ф. Карикаш. По доносу были арестованы известные американские функционеры, такие как афроамериканец Ловетт Форт-Уайтмен.
Были репрессированы многие переехавшие в СССР болгарские коммунисты, в том числе Р. Аврамов, Х. Раковский, Б. Стомоняков. Репрессии коснулись также коммунистов Румынии. Были репрессированы основатели Компартии Финляндии Г. Ровио и А. Шотман, первый Генеральный секретарь Компартии Финляндии К. Маннер и многие другие финские интернационалисты. Более ста итальянских коммунистов, проживавших в СССР в 1930-е годы, были арестованы и отправлены в лагеря. Массовым репрессиям были подвергнуты руководители и актив компартий Латвии, Литвы, Эстонии, Западной Украины и Западной Белоруссии (до вхождения их в СССР).

### Роспуск Коминтерна
Коминтерн был формально распущен Сталиным 15 мая 1943 года. Роспуск Коминтерна фактически являлся требованием западных союзников по антигитлеровской коалиции для открытия ими второго фронта в Европе против Германии и её союзников. Объявление было положительно воспринято в странах Запада (особенно в США) и в условиях продолжающейся Второй мировой войны привело к укреплению отношений этих стран с Советским Союзом. Отстаивая необходимость роспуска, Сталин говорил:

«Опыт показал, что и при Марксе, и при Ленине, и теперь, невозможно руководить рабочим движением всех стран мира из одного международного центра. Особенно теперь, в условиях войны, когда компартии в Германии, Италии и других странах имеют задачи свергнуть свои правительства и проводить тактику пораженчества, а компартии СССР, Англии и Америки и другие, наоборот, имеют задачи всемерно поддерживать свои правительства для скорейшего разгрома врага. Есть и другой мотив для роспуска КИ, который не упоминается в постановлении. Это то, что компартии, входящие в КИ, лживо обвиняются, что они являются якобы агентами иностранного государства, и это мешает их работе среди широких масс. С роспуском КИ выбивается из рук врагов этот козырь. Предпринимаемый шаг несомненно усилит компартии как национальные рабочие партии и в то же время укрепит интернационализм народных масс, базой которого является Советский Союз».

Распуская Коминтерн, ни Политбюро, ни бывшее руководство КИ, не собирались отказываться от контроля и руководства коммунистическим движением в мире. Они стремились лишь избежать их афиширования, доставляющего определённые неудобства и издержки. Вместо Коминтерна в ЦК ВКП(б) был создан отдел международной информации во главе с Георгием Димитровым, а после войны был образован Коминформ.

### Коминформ
В сентябре 1947 года, после парижской конференции о помощи Маршалла, состоявшейся в июне 1947 года, Сталин собрал коммунистические и социалистические партии и создал Коминформ — Коммунистическое информационное бюро, как замену Коминтерну. Это была сеть, созданная коммунистическими партиями Албании, Болгарии, Чехословакии, Франции, Венгрии, Италии, Польши, Румынии, Советского Союза и Югославии (она была исключена в 1948 году из-за разногласий Сталина и Тито).
Коминформ прекратил существование в 1956 году вскоре после XX съезда КПСС. Формального правопреемника у Коминформа не было, однако таковыми фактически стали СЭВ и ОВД, а также периодически проводившиеся совещания дружественных СССР коммунистических и рабочих партий.

### Мировая революция
Анализ ряда современных публикаций показывает, что цивилизационные (национальные) ориентиры большевиков преобладали над интернациональными. Это, безусловно, не говорит о том, что идея мировой революции была плодом фантазии на протяжении всего периода её существования, быть может, если бы в какой-либо европейской стране возникла действительно революционная ситуация, большевики приняли бы самое активное участие в свержении действующей власти. Однако на практике лидерам советского правительства, являвшимися также и лидерами Коминтерна, было важнее обеспечить внутреннюю и внешнюю безопасность своей страны: удержать власть в условиях интервенции и способствовать признанию Советской России на международной арене. Если судить о Коминтерне не только как об организации, созданной для осуществления мировой революции, то можно отметить его продуктивный вклад в ряд событий истории XX в.: борьбу с фашизмом, обретение независимости колониальными странами, совершенствование духовной сферы, формирование антикапиталистической идеологии, которая популярна даже в среде официальных международных массовых организаций, например, во Всемирной федерации демократической молодёжи.

## Структура Коминтерна
В уставе Коминтерна, принятом в августе 1920 г., говорилось: По существу дела Коммунистический Интернационал должен действительно и фактически представлять собой единую всемирную коммунистическую партию, отдельными секциями которой являются партии, действующие в каждой стране.

### Руководящие органы
Руководящим органом Коминтерна был Исполнительный комитет Коммунистического интернационала (ИККИ). До 1922 г. он формировался из представителей, делегированных коммунистическими партиями. С 1922 г. он избирался конгрессом Коминтерна.
В июле 1919 г. было создано Малое Бюро ИККИ. В сентябре 1921 г. оно было переименовано в Президиум ИККИ.
В 1919 г. был создан Секретариат ИККИ, который занимался, главным образом, организационными и кадровыми вопросами. Он существовал до 1926 г.
В 1921 г. было создано Организационное бюро (Оргбюро) ИККИ, которое просуществовало до 1926 г.
В 1921 г. была создана Интернациональная контрольная комиссия, в задачи которой входила проверка работы аппарата ИККИ, ревизия финансов, а также проверка отдельных секций (партий).
С 1919 по 1926 г. Председателем ИККИ был Григорий Зиновьев. В 1926 г. должность Председателя ИККИ была упразднена. Вместо неё был создан Политсекретариат ИККИ из девяти человек. В августе 1929 г. из состава Политсекретариата ИККИ для подготовки вопросов с целью их рассмотрения Политсекретариатом и решения важнейших оперативных политических вопросов была выделена Политкомиссия Политсекретариата ИККИ, в которую вошли О. Куусинен, Д. Мануильский, представитель Коммунистической партии Германии (по согласованию с ЦК КПГ) и один кандидат — О. Пятницкий.
В 1935 г. была учреждена должность Генерального секретаря ИККИ. Им стал Г. Димитров. Были упразднены Политсекретариат и его Политкомиссия. Был вновь создан Секретариат ИККИ.

### Организации-коллективные члены Коминтерна и примыкавшие к нему организации

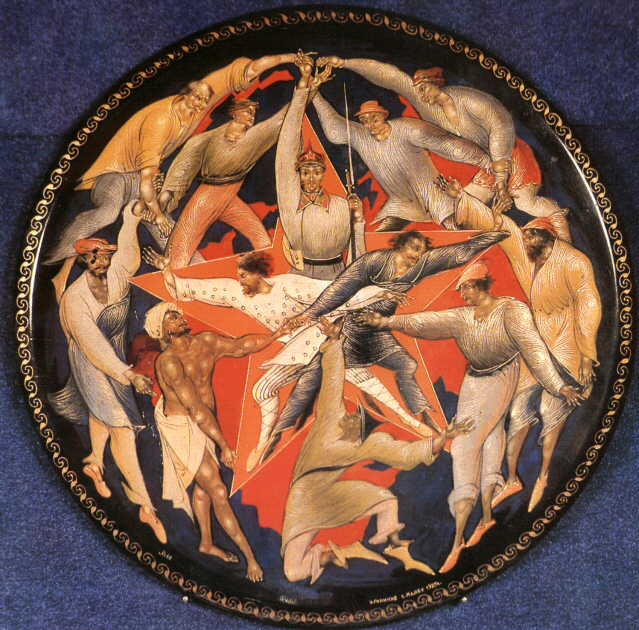
Аллегорическое представление Третьего Интернационала. Палехская миниатюра,
Иван Голиков, 1927

- Международная организация помощи революционерам (МОПР, «Красная помощь»)
- Профинтерн
- Межрабпом
- Крестинтерн
- Коммунистический интернационал молодёжи (КИМ)
- Антиимпериалистическая лига
  - Антиимпериалистическая лига Америки
- Спортинтерн
- Международный женский секретариат
- Международное объединение революционных писателей
- Международное объединение революционных театров
- Международный комитет друзей СССР
- Интернационал свободомыслящих пролетариев
- Интернационал квартиронанимателей

### Учебные заведения Коминтерна
- Международная ленинская школа (МЛШ) (1925—1938)
- Разведывательная школа (1941—1943, состояла из коминтерновских кадров— немцев, венгров, итальянцев, испанцев[9])
- Коммунистический университет национальных меньшинств Запада (КУНМЗ)
- Коммунистический университет трудящихся Востока (КУТВ)
- Коммунистический университет трудящихся Китая (КУТК) — до 17 сентября 1928 года назывался Университет трудящихся Китая имени Сунь Ятсена (УТК)[10].

…В то время в Москве существовали четыре комвуза. Первый из них, Ленинская школа, предназначался для товарищей, уже накопивших большой практический опыт, но лишённых возможности по-настоящему учиться. Через этот университет проходили будущие руководители коммунистических партий. В описываемое время там, в частности, учился Тито.
Второй комвуз, куда направили меня на учёбу, назывался Коммунистический университет национальных меньшинств Запада имени Ю. Ю. Мархлевского, который был в своё время первым его ректором. Он был создан специально для национальных меньшинств Запада, но фактически там было около двух десятков секций — польская, немецкая, венгерская, болгарская и т. д. В каждую из них включалась особая группа коммунистов — выходцев из того или иного национального меньшинства данной страны. Так, например, в югославскую секцию входили сербская и хорватская группы. Что касается еврейской секции, то она охватывала коммунистов-евреев из всех стран, да ещё вдобавок советских евреев — членов партии. Во время летних каникул часть из них разъезжалась по родным местам, и через них мы знали обо всём, что происходило в Советском Союзе.
Третий университет назывался КУТВ… В нём обучались студенты из стран Ближнего Востока. Наконец, Университет имени Сунь Ятсена был создан специально для китайцев.

Во всех четырёх университетах насчитывалось от двух до трёх тысяч тщательно отобранных людей.— Л. Треппер Большая игра. Нью-Йорк: Liberty Publishing House, 1989. (Глава 5. НАКОНЕЦ В МОСКВЕ!)

### Учреждения Коминтерна по сбору и анализу информации и выработке политики
- Международный аграрный институт (1925—1940)[11]
- Статистико-информационный институт ИККИ (Бюро Варги) (1921—1928)[12]

## Исторические факты

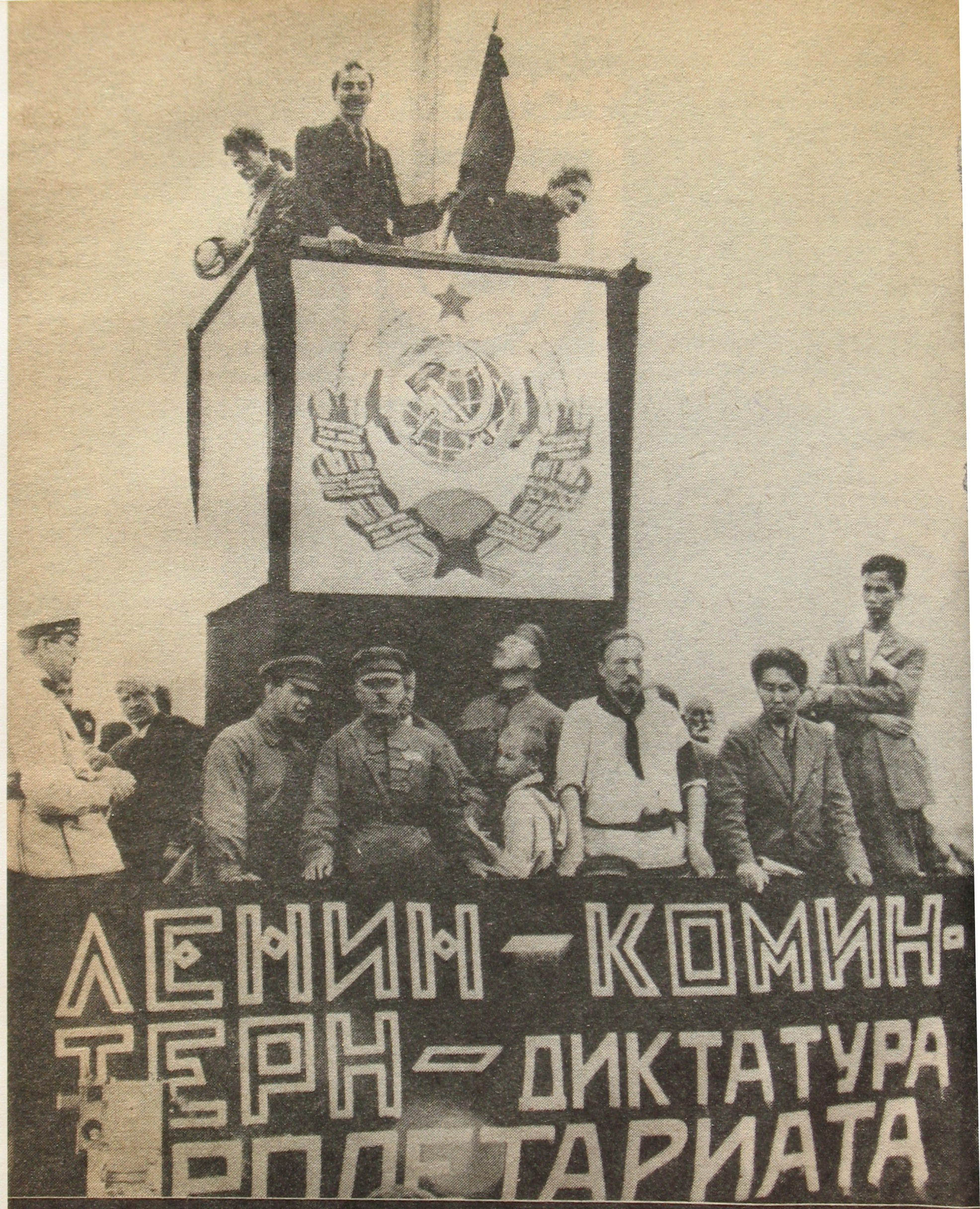
Митинг с лозунгами Коминтерна на Ходынке. 1927

- В 1928 году был написан Гимн Коминтерна на немецком языке Хансом Эйслером. Перевод на русский язык осуществил в 1929 году Илья Френкель. В припеве гимна повторялись слова : Наш лозунг — Всемирный Советский Союз![13]
- Бюро агитации и пропаганды Коминтерна совместно с командованием Красной армии подготовили и выпустили в 1928 году на немецком и в 1931 году на французском языках книгу «Вооружённое восстание», написанную как своего рода учебно-справочное пособие по теории организации вооружённого восстания. Книга была выпущена под псевдонимом A. Neuberg, а реальными авторами были известные деятели международного революционного движения.
- В 1924—1936 годах на территории подмосковного санатория «Подлипки» существовала Высшая диверсионно-разведывательная школа (База № 1), подведомственная Коминтерну. Здесь побывали известные всему миру политические деятели и руководители партий: Эрнст Тельман , Долоррес Ибарури, Надежда Крупская, здесь так же проживал Вильгельм Пик со своей семьёй. (http://historykorolev.ru/archives/1850)
- Ростокино — База № 2 радиоцентр Коминтерна.
- Пушкино — База № 3 школа связи Коминтерна. (http://historykorolev.ru/archives/1873)

## Архив Коминтерна
Архив Коминтерна хранится в Российском государственном архиве социально-политической истории, Москва, ул. Большая Дмитровка, 15.
Имеется отчётность более чем 80 партий, документы на 90 языках, однако основным рабочим языком был немецкий.